# Де Бур, Франк Сипке
Франк Сипке де Бур — нидерландский учёный в области теоретической информатики, известный своим вкладом по таким направлениям, как архитектура предприятия, акторские языки программирования, языки программирования на ограничениях, параллельные логические языки, языки координации в компонентно-ориентированном программировании, автономные агенты, многоагентные системы и разнообразное применение формальных методов в объектно-ориентированном контексте.
Окончил Университет Гронингена в 1985 году с дипломом магистра философии, прослушав среди прочего курсы по математической логике, философии науки и информатике. Тема магистерской квалификационной работы — «Выразительность динамических логик» (руководитель — Йохан ван Бентем).
В 1991 защитил кандидатскую диссертацию (точнее, диссертацию на соискание степени доктора философии) по информатике в Свободном университете Амстердама по теме «Рассуждения о динамически развивающихся структурах процессов» под руководством Яко де Бакера и на технической базе исследовательской лаборатории Philips.
Также работал в университетах Эйндховена (1989-93, доцент), Амстердама (1993—1994, доцент), Утрехта (с 1994, старший научный сотрудник и преподаватель), Лейдена (2003—2008, старший доцент, с 2008 профессор по направлению корректности программ), а также в амстердамском НИИ математики и информатики (1985—1989, аспирант; с 2002 старший научный сотрудник, заведующий кафедрой формальных методов).
Франк де Бур — автор 65 журнальных и 145 конференционных статей, редактор 14 сборников трудов и соавтор трёх монографий по корпоративной архитектуре и верификации последовательных и особенно параллельных программ:
- Marc Lankhorst et al, «Enterprise Architecture at Work», Springer-Verlag Berlin Heidelberg, 2013. ISBN 978-3-642-29650-5[6].
- Krzysztof Apt, Frank S. de Boer, Ernst-Rüdiger Olderog, «Verification of Sequential and Concurrent Programs», Springer-Verlag London, 2009. ISBN 978-1-84882-744-8[7].
- Willem-Paul de Roever, Frank de Boer, Ulrich Hanneman, Jozef Hooman, Yassine Lakhnech, Mannes Poel, Job Zwiers, «Concurrency Verification. Introduction to Compositional and Non-compositional Methods», Cambridge Tracts in Theoretical Computer Science, 2001. ISBN 9780521806084[8].